# Division I 1979-1980
La Division I 1979-1980 è stata la 77ª edizione della massima serie del campionato belga di calcio disputata tra il settembre 1979 e il maggio 1980 e conclusa con la vittoria del Club Bruges, al suo sesto titolo.
Capocannoniere del torneo fu Erwin Vandenbergh (K. Lierse SV), con 39 reti.

## Formula
Come nella stagione precedente le squadre partecipanti furono 18 e disputarono un turno di andata e ritorno per un totale di 34 partite.
Le ultime 2 classificate retrocedettero in Division 2.
Le società ammesse alle coppe europee furono sei: la squadra campione si qualificò alla Coppa dei Campioni 1980-1981, altre quattro alla Coppa UEFA 1980-1981 e la vincitrice della coppa nazionale alla Coppa delle Coppe 1980-1981.

## Classifica finale
|    | Classifica                 | G  | V  | N  | P  | GF | GS | Dif | Pt |
| -- | -------------------------- | -- | -- | -- | -- | -- | -- | --- | -- |
| 1  | Club Bruges                | 34 | 24 | 5  | 5  | 76 | 31 | 45  | 53 |
| 2  | Standard Liegi             | 34 | 20 | 9  | 5  | 80 | 31 | 49  | 49 |
| 3  | RWD Molenbeek              | 34 | 19 | 10 | 5  | 57 | 28 | 29  | 48 |
| 4  | KSC Lokeren                | 34 | 18 | 6  | 10 | 60 | 28 | 32  | 42 |
| 5  | Anderlecht                 | 34 | 17 | 7  | 10 | 64 | 34 | 30  | 41 |
| 6  | K. Lierse SV               | 34 | 18 | 4  | 12 | 72 | 43 | 29  | 40 |
| 7  | K. Waterschei SV Thor Genk | 34 | 14 | 9  | 11 | 50 | 39 | 11  | 37 |
| 8  | KFC Winterslag             | 34 | 12 | 11 | 11 | 35 | 62 | -27 | 35 |
| 9  | RFC Liégeois               | 34 | 12 | 9  | 13 | 51 | 47 | 4   | 33 |
| 10 | KSV Cercle Brugge          | 34 | 13 | 6  | 15 | 51 | 60 | -9  | 32 |
| 11 | KSK Beveren                | 34 | 11 | 10 | 13 | 34 | 45 | -11 | 32 |
| 12 | KSV Waregem                | 34 | 10 | 11 | 13 | 33 | 42 | -9  | 31 |
| 13 | Anversa                    | 34 | 10 | 8  | 16 | 42 | 49 | -7  | 28 |
| 14 | K. Beerschot VAV           | 34 | 8  | 11 | 15 | 37 | 52 | -15 | 27 |
| 15 | Beringen                   | 34 | 9  | 8  | 17 | 34 | 51 | -17 | 26 |
| 16 | Berchem                    | 34 | 7  | 12 | 15 | 40 | 61 | -21 | 26 |
| 17 | R. Charleroi SC            | 34 | 8  | 6  | 20 | 23 | 66 | -43 | 22 |
| 18 | KSC Hasselt                | 34 | 2  | 6  | 26 | 21 | 94 | -73 | 10 |

### Verdetti
- Club Brugge KV campione del Belgio 1979-80.
- R. Charleroi SC e KSC Hasselt retrocesse in Division II.